# Assassinio sull'Eiger
Assassinio sull'Eiger (The Eiger Sanction) è un film del 1975 diretto da Clint Eastwood.
Il film è tratto dal romanzo Il castigo dell'Eiger, di Trevanian (pseudonimo di Rod Whitaker).

## Trama
Jonathan Hemlock è un ex alpinista, un tempo killer su commissione per il servizio segreto C2. Il suo ex collega Pope lo viene a visitare per informarlo che "Drago", il loro ex capo, lo vuole ingaggiare nuovamente per un'operazione. La missione consiste nell'eliminare due agenti nemici. Il riluttante Hemlock viene convinto a parteciparvi con la minaccia di rivelare al fisco l'esistenza della sua collezione d'arte, messa insieme con mezzi illegali.
Hemlock arriva a Zurigo, dove elimina subito uno degli agenti nemici. In un secondo colloquio con Drago, a Hemlock viene dato l'incarico di eliminare il secondo agente: un alpinista, in procinto di scalare l'Eiger, ma a Hemlock non viene fornita la sua identità precisa; l'unico elemento distintivo è il fatto che egli zoppica. Hemlock decide quindi di aggregarsi ai tre alpinisti che avrebbero scalato l'Eiger quell'anno, e va così in Arizona, dove vive il suo vecchio maestro e compagno di arrampicata, Ben Bowman. Hemlock riceve la visita di Miles Mellough: l'uomo, timoroso per la sua vita, propone a Hemlock un patto: in cambio della promessa di lasciarlo vivere, gli rivelerà il nome della persona da eliminare. Hemlock finge con Mellough di accettare la sua proposta, per poi allontanarsi in auto; Mellough lo insegue, cercando di ucciderlo. Con uno stratagemma, Hemlock riesce a portarlo nel mezzo del deserto, dove lo abbandona.
Hemlock, giunto nell'albergo ai piedi della parete nord dell'Eiger, accompagnato da Bowman, incontra gli altri tre membri della cordata. Si tratta del tedesco Karl Freytag, del francese Jean-Paul Montaigne e dell'austriaco Anderl Meyer. Date le condizioni di tempo precarie, la cordata decide di partire la mattina seguente. Hemlock riceve la visita di Jemima, che lo informa che il C2 ancora non ha identificato quale dei tre uomini sia l'assassino, e quindi Hemlock dovrà cercare di scoprirlo durante la scalata. Il giorno seguente il gruppo parte all'attacco della parete, seguito con i cannocchiali da Bowman e Jemima. La scalata procede abbastanza bene, fino a che una scarica di pietre colpisce in pieno Montaigne, che, nonostante il caschetto protettivo, rimane ferito.
I venti da sud portano il maltempo, e la squadra si trova bloccata: dopo un bivacco nella neve, Jean-Paul Montaigne muore. Il gruppo decide di tentare un rientro di emergenza, calandosi lungo il ghiacciaio per poi scendere fino alla finestra, sperando che Bowman se ne accorga e accorra in loro soccorso; il tutto portandosi dietro il corpo di Montaigne. Bowman riesce a vedere la squadra che scende, e organizza una squadra di soccorso. Al di sopra della finestra della piccola stazione della ferrovia scavata nella montagna, i tre superstiti incappano in una scivolata: Freytag, Meyer ed il corpo di Montaigne precipitano alla base della parete, mentre Hemlock rimane appeso alla corda proprio davanti alla finestra, da dove Bowman riesce a recuperarlo. Durante il recupero, Hemlock si accorge che Bowman zoppica: è dunque lui l'uomo che sta cercando.

## Produzione
Clint Eastwood volle assicurarsi la regia di questo film in quanto interessato alle potenzialità delle scene di arrampicata contenute nella storia. Eastwood volle realizzare da solo tutte le sequenze di arrampicata, senza l'ausilio di controfigure, in base al principio che non poteva chiedere agli altri di rischiare la loro vita se lui stesso non era pronto a rischiarla nelle stesse condizioni.
Le riprese furono effettuate sui posti reali, con le sequenze di arrampicata girate effettivamente nella Monument Valley e sull'Eiger. In Arizona, Eastwood scalò il Totem Pole; fu questa l'ultima occasione in cui venne dato il permesso di arrampicare su questa formazione. In cambio di questo permesso, la troupe dovette impegnarsi a schiodare completamente l'intera montagna, eliminando tutti i chiodi lasciati dalle precedenti cordate.
La lavorazione fu funestata da un incidente mortale. Il secondo giorno di riprese sull'Eiger, David Knowles, alpinista e maestro di roccia che lavorava come controfigura, fu colpito da una pietra in parete, e morì. Eastwood pensò di annullare le riprese, ma poi, spinto anche dagli altri alpinisti della troupe, decise di continuare. Una delle prime scene della scalata, quella del passaggio fra i ruscelli, era stata girata pochi minuti prima proprio nel luogo del tragico incidente.
Le riprese sull'Eiger coincisero con la spedizione in cui Reinhold Messner e Peter Habeler salirono la parete nord dell'Eiger in 10 ore. Né nel film né nei contenuti speciali del DVD si fa riferimento a questo fatto, ma nel libro di Peter Habeler Vittoria solitaria vi sono le foto degli alpinisti insieme alla troupe.
Nella versione italiana sono state tagliate diverse scene, presenti comunque nell'edizione in DVD. Oltre a quella già riportata nella trama, anche alcune scene di sesso forse troppo osé per il pubblico italiano del 1975.

## Accoglienza

### Critica
Il film ha un "indice di freschezza" del 73% su Rotten Tomatoes. La critica di questo sito sottolinea come la trama sia abbastanza inverosimile, lodando invece le riprese d'azione in parete, considerate il punto saliente del film. Viene anche sottolineata l'interpretazione degli attori non protagonisti, con una citazione particolare per Jack Cassidy nel ruolo di Miles Mellough.
Roger Ebert dà un giudizio sostanzialmente positivo sul film, pur non nascondendone i principali difetti: trama poco credibile e con diverse contraddizioni ed assurdità, la poca credibilità del personaggio di Jonathan Hemlock. Loda invece le riprese di montagna, soffermandosi sul fatto che Eastwood interpreti da sé tutte le sequenze di arrampicata, il che dà allo spettatore il vero senso di cosa deve essere stare in parete. Riassumendo, sostiene che in questo film il valore spettacolare supera le incongruenze della trama: il film coinvolge, si apprezzano le sequenze in montagna e le belle ragazze, "e se la trama non ha senso, beh, nessun film è perfetto". Osservazioni analoghe sono offerte da Jeff Shannon per Amazon: sequenze di montagna spettacolari ed alcune riuscite caratterizzazioni che compensano la mancanza di ritmo, per un film che comunque non è tra i migliori di Eastwood. David Woods, critico della BBC, è meno tenero. Sostanzialmente, conferma anche lui che il maggior punto d'interesse del film sono le riprese in montagna; trova però che per il resto il film sia piatto, noioso ed assolutamente non coinvolgente, sottolineando in particolare la mancanza di sviluppo e studio di carattere dei personaggi. In sintesi, lo considera un Eastwood minore, riservato solo ai super appassionati del regista statunitense.
Simili le critiche italiane. Il Morandini, in due diverse forme, parla del film come di uno "sgangherato thriller spionistico", solo parzialmente riscattato dalle sequenze d'azione e da alcune caratterizzazioni. Si noti, en passant, che nella critica riportata sul sito repubblica.it si parla erroneamente di un finale nella Monument Valley, mentre il finale del film si svolge in Svizzera. Il Mereghetti parla di "regia svogliata" da parte di Eastwood, ed afferma che "il genere spionistico non entra nelle sue corde". Dà inoltre un giudizio particolarmente negativo della colonna sonora di John Williams. La critica de La Gazzetta dello Sport sottolinea in particolare come Eastwood sia più credibile come alpinista che come professore, ma ribadisce le qualità spettacolari del film. La critica di film.tv.it esce un po' da questi schemi: si sostiene che questo film è solo in apparenza un'opera minore di Eastwood, invitando invece a soffermarsi sul come tutti gli stereotipi del film di spionaggio vengano messi in discussione.
È curioso come a dispetto della critica prevalentemente negativa, proprio per il suo sapore kitsch e per la mano leggera col quale è stato girato, per i fan di Clint Eastwood questo sia uno dei suoi migliori film, forse il più amato dopo Million Dollar Baby, e non solo un cult movie per gli amanti delle scalate in montagna. Eastwood qui è molto più loquace e spiritoso che in tutti i suoi altri film, forse involontariamente ispirato allo James Bond di quegli anni, Roger Moore.